# عبد القادر حسيب سليمان العبيدي
عبد القادر حسيب سليمان العبيدي – الموصل 1919 _1969 سليل الاسرة العبيدية الهاشمية الاعرجية المعروفة في مدينة الموصل وسائر مدن العراق. والده السيد حسيب العبيدي من أوائل المتعلمين في الموصل مما اهله لنيل وظيفة في بادية الموصل توفي ريعان شبابه مخلفا وراءه عائلته الصغيرة المكونة من والدته السيدة صديقة ابنة السيد امين المفتي رئيس بلدية الموصل انذاك واخته السيدة زينب العبيدي. بعد وفاة الوالد كفله عمه السيد الشيخ محمد حبيب العبيدي(مفتي الديار الموصلية والشاعر والكاتب الاديب المعروف)
ترعرع السيد عبد القادر مع عمه هذا إذ انه لم يعقب في جو من الشعر والادب والثقافة الدينية المعتدلة كان لعمه مجلسا يوميا يحظره اعيان ووجهاء ومثفقي الوصل وغيرهم من العراقيين مما اثر كثيرا في بلورة شخصيته الاجتماعية والثفاقية والادبية خيث عرف عنه انه كان فوي الإرادة ذا عزيمة وشخصية لا تنال منها المصاعب محب للخير سبافا لخدمة أبناء بلده الموصل وتحكى عنه الكثير من المواقف الاجتماعية المشرفة لم يقصده احدا ورده خائبا مهما كان الطلب بارا بعائلته واقاربه. نشا في الموصل وبفي طوال حياته فيها وكان له قول (إذا غادر الموصل جميع اهلها ولم يبقى بها الا حجر واحد فانا ساجلس عليه ولا افارقها) وهذا ما كان بالرغم من الكثير من الصعوبات التي صادفته فيها خاصة عند تعرضه وعائلته لخطر الموت وبيته للنهب أثناء ثورة الشواف وما تلاها من اهوال ولكنه بقي متمسكا في هذا البلد الذي احبه واعطى من جهده وماله الكثير في سبيل تطويره.. 
تخرج من كلية الحقوق عام 1946 ومارس مهنة المحاماة خلال مكتب له حيث انه لم يمارس أي وظيفة حكومية.. 
تزوج من السيدة امل حميد رافت (والدها كان برتبة زعيم في الجيش العراقي ابان العهد الملكي) وكان له منها السيد قصي العبيدي () والسيد حسيب العبيدي وابنتان ندى ورواء..
كان له باع طويل في سوح القضاء يشهد له بذلك من عاصره حين ذاك مدافعا عن الحق ناصفا المظلوم مقتصا من الظالم مما هيئه ان ينتخب رئيسا للجنة انضباط المحامين للمنطقة الشمالية لعدة سنوات ثقة من زملائه المحامين الكرام به وكذلك انتخب رئيسا لنادي المحامين.. كان شخصيا اقل ما يقال عنه انه (الرجل الذي سبق عصره) كان طموحا هاجسه تطوير الموصل الخروج باهلها الكرام من ضيق المكان وتوفير السكن الائق للعوائل التي كان يصعب عليها الحصول على هذا الامل لعوزها أو لأمور أخرى..
هنا كانت النقلة النوعية في حياته وحياة الكثير من الموصليين حيث فكر واي تفكير!! الا وهو يجعل من قريته التي ورثها عن والده هو واخته السيدة زينب وكذلك امهم مدينة نموذجية تؤمن للعوائل الموصلية السكن والرفاه والهدوء وجمال المنظر علاوة على المكسب المادي له ولعائلته كان ذلك عام 1954 حيث وضع البنة الأولى لتاسيس (مدينة الزهور) هذا الحي الرائع الذي لايزال يتالق جمالا وهدوءا لحد الآن كان فد عمل على تقسيم هذه الأراضي ومد خطوط الماء والكهرباء والهواتف والباصات بجوهده الشخصية وماله الخاص ومساعدة معنوية وتشجيع كبير من اهالي الموصل الكرام ومن متصرف الموصل (السيد عبد الوهاب شاكر () وما تلاه من محافظين و (السيد عبد الله الملاح رئيس بلدية الموصل () وكثير من موظفي دوائر الموصل ثقة منهم بقدراته ونزاهته وحبه للخير ولمدينته (فكانت مدينة الزهور) حيث خصها بكل جهده ووقته ولا يفوتني ان اذكر انه كان يتعاطى مبالغ زهيدة ثمنا لكل ارض أو بالتقسيط ومن كان يعسر عليه الدفع يعفيه من بقية المطلوب وخاصة الارامل واليتامى والاقارب وكان كثيرا ما يساعدهم بمبالغ لتشييد دورهم.. كان كثير التبرع لجميع المرافق الاجتماعية والدينية المسلمة والمسيحيية فقد تبرع بمستوصف ومركز للشرطة ومدرسة ابتدائية (مدرسة عبد القادر العبيدي) وفطعة ارض في شارع الفاروق حصته من بيت والده تبرع بها لبلدية الموصل لجعاها متنزها لاهل الحي وتبرع كذلك لإنشاء الكثير من المساجد والكنائس وكان يقدم الكراسي المتحركة لكل معوق وكان يتكفل في كل سنة بمصاريف سبعة من طلاب كلية الطب من المعسرين وغيرها وغيرها وكثير من التبرعات التي لا حصرة لها..
اسس شركة الموصل للتعبئة والتعليب المساهمة وشركة العبيدي السليمان للتجارة بفرعيها في بغداد والموصل وكان من المساهمين الكبار في كثير من الشركات والبنوك ملأ السمع والابصار على الرغم من عمره الصغير
غيبه نظام الحكم في زمن الرئيس العراقي السابق صدام حسين وهو في الخمسين من عمره حيث أعتقل من فندق بغداد (في بغداد) 2_8_1969 ولحد الآن لم تعرف عائلته مصيره ولم تسلم جثته اليهم من رغم كل الجهود التي بذلتها لمعرفة مصيره حيث ام يتسلموا الا امرا قضائيا بفقدانه عام 1975 كانت هذه الجريمة بحق هذه الشخصية المكافحة العصامية المحبة للوطن من الجرائم التي يندى اها الجبين شاهدا على ظلم ذلك النظام إذ لم تثبت على السيد عبد القادر العبيدي أي تهمة أو ادانة ولم يذكر اسمه في أي تحقيق أو محكمة واعترف صدام حسين بنفسه لزوجة المغدور ان ما حدث كان جريمة من أحد جرائم المجرم (ناظم كزار مدير الأمن العام انذاك) وعتمت الحكومة المجرمة على ما حدث وهذا أكبر دليل على براءته إذ كانوا في خشية من الراي العام الموصلي لما كان له مكانة ومحبة في قلوبهم.